# Douglas C-54 Skymaster
Douglas C-54 Skymaster je americký nákladní vojenský letoun, užívaný za druhé světové a Korejské válce. Jednalo se o celokovový čtyřmotorový dolnoplošník s příďovým podvozkem.
Stejně jako byl Douglas C-47 Skytrain odvozený z DC-3, byl i C-54 Skymaster odvozen z civilního dopravního letadla - Douglas DC-4. Kromě přepravy nákladu přepravoval C-54 také prezidenty, předsedy vlád a vojenský personál. Desítky variant C-54 byly zaměstnány v celé řadě rolí, jako je letecká záchranná služba, vědecký a vojenský výzkum a sledování raket a záchrana. Během blokády Berlína dopravoval zásoby uhlí a potravin do západního Berlína. Po korejské válce byl nadále využíván k vojenským a civilním účelům ve více než 30 zemích. Byl to také jeden z prvních letounů, který vezl prezidenta Spojených států.

## Vývoj

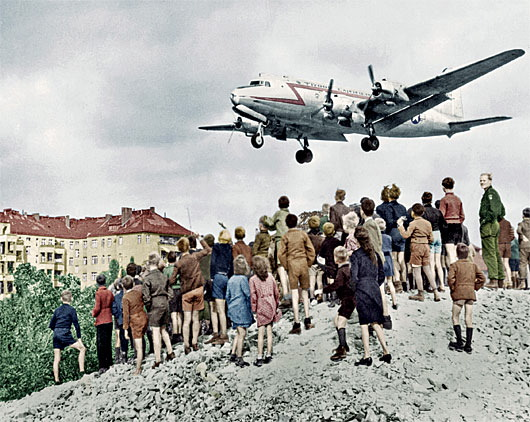
Přistávající C-54 u letiště Berlín-Tempelhof během blokády Berlína.

První sériová verze C-54 vznikla ve 24 exemplářích. Jednalo se o běžné dopravní stroje Douglas DC-4 bez nákladních vrat, vyráběné zprvu pro společnosti United a American Airlines, které americké letectvo převzalo přímo z výrobních linek. Zálet prvního se konal v březnu 1942.
Varianta C-54A byla vyrobena v počtu 252 kusů, z nichž byl jeden letoun (42-107451) upraven na variantu C-54C, respektive VC-54C pro dopravu prezidenta USA.
Stroje verze C-54B byly vyráběny v Douglas Aircraft Company v Chicagu pod označením C-54B-DC (120 kusů) a v Santa Monice jako C-54B-DO (100 kusů). Od „Áčka“ se odlišovaly integrálními nádržemi v křídle a úpravou pro možnost nesení nosítek v trupu.
Produkce následující verze C-54D dosáhla počtu 380 letounů, C-54E 125 strojů a C-54G 162 kusů. V prototypu létala XC-54K, což byla dálková úprava s motory R-1820-HD.
C-54L byl jeden stroj verze A zkoušený v roce 1947 s vylepšenou palivovou soustavou, C-54M v počtu 38 strojů vznikly přestavbou dříve vyrobených C-54 konvertovaných pro přepravu sypkého uhlí během Berlínského leteckého mostu v roce 1948 při blokádě Berlína. Úprava pro sanitní účely MC-54M v počtu 30 strojů vznikla přestavbou původních C-54E během korejské války. VC-54M vznikl na základě jednoho stroje MC-54M (44-9041) k štábní dopravě.
Různé verze přesunuté od USAAF, respektive USAF, používalo také letectvo US Navy, které se při změně označování v roce 1962 uváděly následovně: VC-54N (původně R5D-1Z), C-54P (R5D-2), VC-54P (R5D-2Z), C-54Q (R5D-3), VC-54Q (R5D-3Z), C-54R (R5D-4R), C-54S (R5D-5), VC-54S (R5D-5Z), C-54T (R5D-5R), EC-54U (R5D-4) a fotoprůzkumná verze pobřežní stráže (USCG) RC-54V byla původně značena R5D-3P.
Tento spolehlivý letoun sloužil ve druhé světové válce téměř beze ztrát. Po válce se začala vyrábět jeho civilní verze DC-4-1009 a letoun tak sloužil v několika státech světa. Poslední civilní kusy byly vyřazeny v roce 1975. Zvláštní verzí byla DC-4M stavěná kanadskou firmou Canadair s pohonnými jednotkami Rolls-Royce Merlin 620, známá jako CL.2 North Star (C.4), v civilní službě u britských dopravců jako typ Argonaut.

## Specifikace (C-54G-DO)
Údaje podle

### Technické údaje
- Posádka: 4
- Kapacita: 50 vojáků nebo 32 500 lb (14 700 kg) nákladu[2]
- Rozpětí: 35,81 m
- Délka: 28,60 m
- Výška: 8,38 m
- Nosná plocha: 135,60 m²
- Hmotnost prázdného stroje: 17 659 kg
- Max. vzletová hmotnost: 33 113 kg
- Pohonná jednotka: 4 × dvouhvězdicový motor Pratt & Whitney R-2000-9
- Výkon motoru: 1450 hp (1081 kW)

### Výkony
- Maximální cestovní rychlost: 442 km/h
- Ekonomická cestovní rychlost: 306 km/h
- Dostup: 6795 m
- Dolet: 6 435 km